# 比利亚尔维利亚德古米耶尔
比利亚尔维利亚德古米耶尔，是西班牙卡斯蒂利亚-莱昂自治大区布尔戈斯省的一个市镇。总面积26平方公里，总人口127人（2001年），人口密度5人/平方公里。